# Крещендо

Crescendo і наступне diminuendo
Романс g-moll Мендельсона.

Креще́ндо, також креше́ндо (італ. crescendo [kreʃˈʃɛndo]) — музичний термін, що означає поступове збільшення сили звуку. У нотах позначається знаком «<», або скорочено cresc.
Поступове наростання і стишення гучності позначаються трьома італійськими термінами:
- crescendo (скорочено cresc.) перекладається як «зростаючи»,
- decrescendo (скорочено decresc.) перекладається як «спадаючи»,
- diminuendo (abbreviated dim.) перекладається як «зменшуючи»[4].